# Příseka
Příseka (en allemand : Pschieseka) est une commune du district de Havlíčkův Brod, dans la région de Vysočina, en Tchéquie. Sa population s'élevait à 421 habitants en 2020.

## Géographie
Příseka se trouve à 2 km à l'est du centre de Světlá nad Sázavou, à 14 km au nord-ouest de Havlíčkův Brod, à 33 km au nord-nord-ouest de Jihlava et à 84 km au sud-est de Prague.
La commune est limitée par Služátky au nord, par Malčín à l'est, par Pohleď au sud-est, par Nová Ves u Světlé au sud et par Světlá nad Sázavou à l'ouest.

## Histoire
La première mention écrite du village date de 1591. Il se trouve dans la région historique de Bohême.